# Теона Солунски
Теона (на гръцки: Θεωνάς, Теонас) е православен духовник и светец.

## Биография
Теонас е роден на Лесбос. Става монах първоначално в атонския манастир Пантократор. След това отива в манастира „Свети Йоан Предтеча“ в Навпактос, на който по-късно става игумен. В 1539 година Теона е солунски митрополит. Провъзгласен е за светец. Построява манастира „Света Анастасия Узорешителница“ на Халкидики. Отличава се със светостта на живота си и според християните е извършил много чудеса приживе и след смъртта.
В 1561 година подписът на Теона е поставен от патриарх Йоасаф II Константинополски на Грамотата за даване на царска титла на московския велик княз Иван IV.
Теона участва в Цариградския събор, председателстван от архиепископ Паисий Охридски, който сваля патриарх Йоасаф II Константинополски в 1565 година (7073 от Сътворението). Теона подписва акта на събора от януари 1565 година като смирен митрополит Солунски (ο ταπεινός μητροπολίτης Θεσσαλονίκης).